# Γ-亚麻酸
Γ-亚麻酸，GLA（Gamma- Linolenic Acid）被稱為γ次亞麻油酸，是一種多元不飽和脂肪酸，在結構上屬於特殊的Omega-6系列之必需脂肪酸。人體自行製造GLA的效率極低，因此須從食物中攝取。除母乳外，只存在於少數植物中，如月見草、黑醋栗、琉璃苣草等。

## 關聯項目
- 必需脂肪酸